# Alexander Alexejewitsch Tarassow
Alexander Alexejewitsch Tarassow (russisch Алекса́ндр Алексе́евич Тара́сов; * 12. März 1927 in der Oblast Moskau; † 16. Juni 1984 in Sankt Petersburg) war ein sowjetischer Pentathlet.

## Karriere
Bei seiner einzigen Olympiateilnahme, bei den Spielen 1956 in Melbourne, erreichte er mit Rang acht im Einzel eine Top-Ten-Platzierung. Mit der Mannschaft, zu der neben Tarassow noch Iwan Derjuhin und Igor Nowikow gehörten, wurde er Olympiasieger.
1957, 1958 und 1959 wurde er dreimal in Folge mit der sowjetischen Mannschaft Weltmeister. In allen drei Jahren bestand die Mannschaft aus Tarassow, Igor Nowikow und Nikolai Tatarinow. 1957 wurde er zudem Vizeweltmeister im Einzel, 1958 und 1959 erreichte er den dritten Platz. 1958 gewann er die sowjetische Meisterschaft.
Nach seinem Karriereende arbeitete er als Trainer im Modernen Fünfkampf.